# Ivan Dečko
Ivan Dečko, slovenski pravnik, odvetnik, politik in urednik, * 9. avgust 1859, Središče ob Dravi, † 3. november 1908, Schweitzerhof pri Gradcu.

## Življenje in delo
Rodil se je očetu čevljarju Tomažu in materi Katarini (rojena Podgorelec). Po končani gimnaziji v Mariboru (1879) je v Gradcu diplomiral iz prava (1883) in prav tam 1887 tudi doktoriral. Kot odvetniški pripravnik v Mariboru je bil od 1883-1885 urednik lista Südsteirische Post, ko se je preselil v Celje, kjer je 1891 odprl samostojno odvetniško pisarno in tu deloval do smrti.
Med študijem je bil dve leti predsednik Akademskega društva Triglav in v tem času veliko dopisoval v različne slovenske in nemške časnike. Znano je njegovo priporočilo za izdajanje poljudnega lista za koroške Slovence (Mir), ki je 1882 tudi pričel izhajati. V letih, ko je bil urednik Südsteirische Post, je bistveno vplival na slovensko politiko na Štajerskem. V Celju se je z marljivim organizacijskim delom na političnem, gospodarskem in kulturnem področju povzpel do glavnega voditelja celjskih in spodnještajerskih Slovencev, ki jih je do 1890 zastopal v deželnem zboru. Leta 1887 je dosegel prvi slovenski vpis v zemljiško knjigo na Štajerskem, 1890 vložil prvo v slovenščini izraženo interpelacijo v štajerskem deželnem zboru, 1892 pa izdal Zbirko zakonov, zadevajočih posle občinskega področja, s katero je olajšal županom slovensko uradovanje.
Z M. Veršcem in M. Vošnjakom je ustanovil Južnoštajersko hranilnico v Celju, pomagal pri celjskem Narodnem domu in nakupu Narodnega doma v Brežicah. V Celju je ustanovil trgovsko družbo Merkur, organiziral obrtništvo in pomagal ustanoviti stavbno zadrugo Lastni dom (1891). Z njegovo pomočjo se je ustanovil Dijaški dom, Zvezna tiskarna in Zadružna zveza. Ivan Dečko je bil eden vodilnih slovenskih politikov v dobi slogaštva na Štajerskem.